# Греццаго
Греццаго, Ґреццаґо (італ. Grezzago) — муніципалітет в Італії, у регіоні Ломбардія,  метрополійне місто Мілан.
Греццаго розташоване на відстані близько 480 км на північний захід від Рима, 28 км на північний схід від Мілана.
Населення — 2912 осіб (2012).
Покровитель — святий Мартин.

## Демографія
Населення за роками:

Станом на 1 січня 2023 року в муніципалітеті офіційно проживали 393 іноземці з 36 країн, серед них 117 громадян країн Євросоюзу та 10 громадян України.

## Сусідні муніципалітети
- Бузнаго
- Поццо-д'Адда
- Треццано-Роза
- Треццо-сулл'Адда
- Вапріо-д'Адда